# Septembre 1856

## Événements
- Le gouvernement français persuade le célèbre magicien Jean-Eugène Robert-Houdin de sortir de sa retraite afin de l'aider à mettre un terme aux révoltes tribales dirigées contre le gouvernement colonial de la France en Algérie. La France veut un magicien, car lesdites révoltes étaient menées par des magiciens (marabouts).
- 2 septembre : coup d’État royaliste en Suisse contre les républicains à Neuchâtel. Son échec entraîne la rupture des relations helvético-prussiennes (le canton vassal du roi de Prusse est républicain).
- 16 septembre, Espagne : inauguration de la ligne Tarragone-Reus (Catalogne, Espagne)
- 19 septembre : des troupes américaines occupent Panama à la suite de l'émeute de la pastèque survenue en avril. Elles se retirent au bout de quelques jours.

## Naissances
- 1er septembre : Louis-Ernest Dubois, cardinal français, archevêque de Paris († 23 septembre 1929).
- 26 septembre : Leo Graetz, physicien allemand († 12 novembre 1941)

## Décès
- 1er septembre : William Yarrell, ornithologue et naturaliste britannique (° 1784).